# Endsieg
Endsieg (pl. Ostateczne zwycięstwo) – terminologia określająca zwycięstwo mimo wszystkich przeciwności. Termin ten został rozpowszechniony głównie dzięki Adolfowi Hitlerowi, który używał tego sformułowania jako ostatecznego zwycięstwa mimo porażek na wszystkich frontach.

## Pochodzenie oraz użycie
Termin Endsieg po raz pierwszy na szeroką skale był używany podczas I wojny światowej. Za jednego z pierwszych autorów tego sformułowania uważa się austriackiego satyryka Karla Krausa w artykule Vor dem Endsieg (pl. Stawić czoło ostatecznemu zwycięstwu) opublikowanego na łamach magazynu Die Fackel w październiku 1918 roku. 
Termin Endsieg po raz kolejny został użyty w książce Adolfa Hitlera Mein Kampf, w której opisuje ostateczne zwycięstwo w walce z Żydami.
Po objęciu przez nazistów władzy w Niemczech, termin ten był szeroko używany w propagandzie III Rzeszy w celu usprawiedliwianie ponoszenia ofiar oraz strat materialnych. Termin ten po raz kolejny został użyty na masową skalę w chwili, gdy Niemcy zaczęły przegrywać wojnę w 1943. Termin był ten najczęściej używany w wypowiedziach Adolfa Hitlera oraz ministra propagandy III Rzeszy Josepha Goebbelsa.

## Endsieg obecnie
Ze względu na fakt, że sformułowanie kojarzone jest głównie z nazizmem oraz III Rzeszą, użycie terminu zostało zakazane na wielu niemieckich forach internetowych m.in. na takich stronach jak niemiecki EBay. Sformułowanie to pojawia się jednak niekiedy w kabaretach czy wystąpieniach satyrycznych. 

## Krytyka
Krytycy idei ostatecznego zwycięstwa wskazują na utopijność terminologii. Wyznaczenie celów których realizacja jest niemożliwa, przy czym ponoszone są ciężkie straty materialne oraz ludzkie, jest traktowane jako "puste zwycięstwo" które służy jedynie propagandzie.